# Nicolae Țone
Nicolae Țone (n. 10 mai 1958, în Malu, jud. Giurgiu) este un poet român. Membru al Uniunii Scriitorilor din România.

## Date biografice
- S-a născut la 10 mai 1958, în Malu, jud. Giurgiu. De formație ziarist, a renunțat la practicarea acestei profesii, dedicându-se literaturii  A fost membru al cenaclului Universitas.

## Volume publicate
- Nicolae Magnificul, versuri (coperta și ilustrațiile Nicolae de Popa), Ed. Vinea, 2000.
- Manualul de literatură, antologie de versuri (Daniel Bănulescu, Mihail Gălățanu, Ioan Es. Pop, Cristian Popescu, Lucian Vasilescu, Floarea Țuțuianu); Ed. Vinea, 2004
- Rugina timpului oare greșesc dacă o numesc rugina timpului, versuri, Ed. Vinea, 2004
- Eminescu al nostru, publicistică , Ed. Vinea, 1994;
- Am părăsit «groapa cu lei» a pierzaniei pentru a fi, oriunde altundeva, liber și fericit'.... Dialog cu Alexandru Lungu, Ed. Vinea, 2004

## Traduceri
- Tristan Tzara. Douăzeci și cinci de poeme / Vingt cinq poemes (traducere din limba franceză și Prefață: «Douăzeci și cinci de poeme. Apogeul perioadei Dada);
- Claude Semet, Un jour et un nuit / O zi și o noapte, prezentare și traducere din limba franceză (împreună cu Claudiu Soare) a volumului de versuri din 1938 de..., în Aldebaran, nr. 2-4, 1996, pp. 40-41.